# Goniastrea aspera
Goniastrea aspera är en korallart som först beskrevs av Addison Emery Verrill 1865.  Goniastrea aspera ingår i släktet Goniastrea och familjen Faviidae. IUCN kategoriserar arten globalt som livskraftig. Inga underarter finns listade i Catalogue of Life.